# Peter Schulz
Peter Schulz (Rostock, 25 de abril de 1930-Hamburgo, 17 de mayo de 2013) fue un abogado y político alemán, miembro del Partido Socialdemócrata de Alemania (SPD) y primer alcalde de Hamburgo (1971-1974).
Schulz nació en Rostock. Estudió Derecho en la Universidad de Hamburgo y después de graduarse en 1958 fundó su propio bufete.

## Vida política
En 1961 fue elegido en el Parlamento de Hamburgo y ejerció el cargo de senador (ministro) de Justicia desde 1966. En 1970 fue nombrado senador de Escuelas y Jóvenes y Segundo Alcalde. El 16 de junio de 1971 fue elegido primer alcalde de Hamburgo, pero renunció después de las elecciones de 1974 el 12 de noviembre de 1974.
Entre 1978-1982 y 1983-1986 Schulz fue Presidente del Parlamento de Hamburgo.